# Borbála Obrusánszky

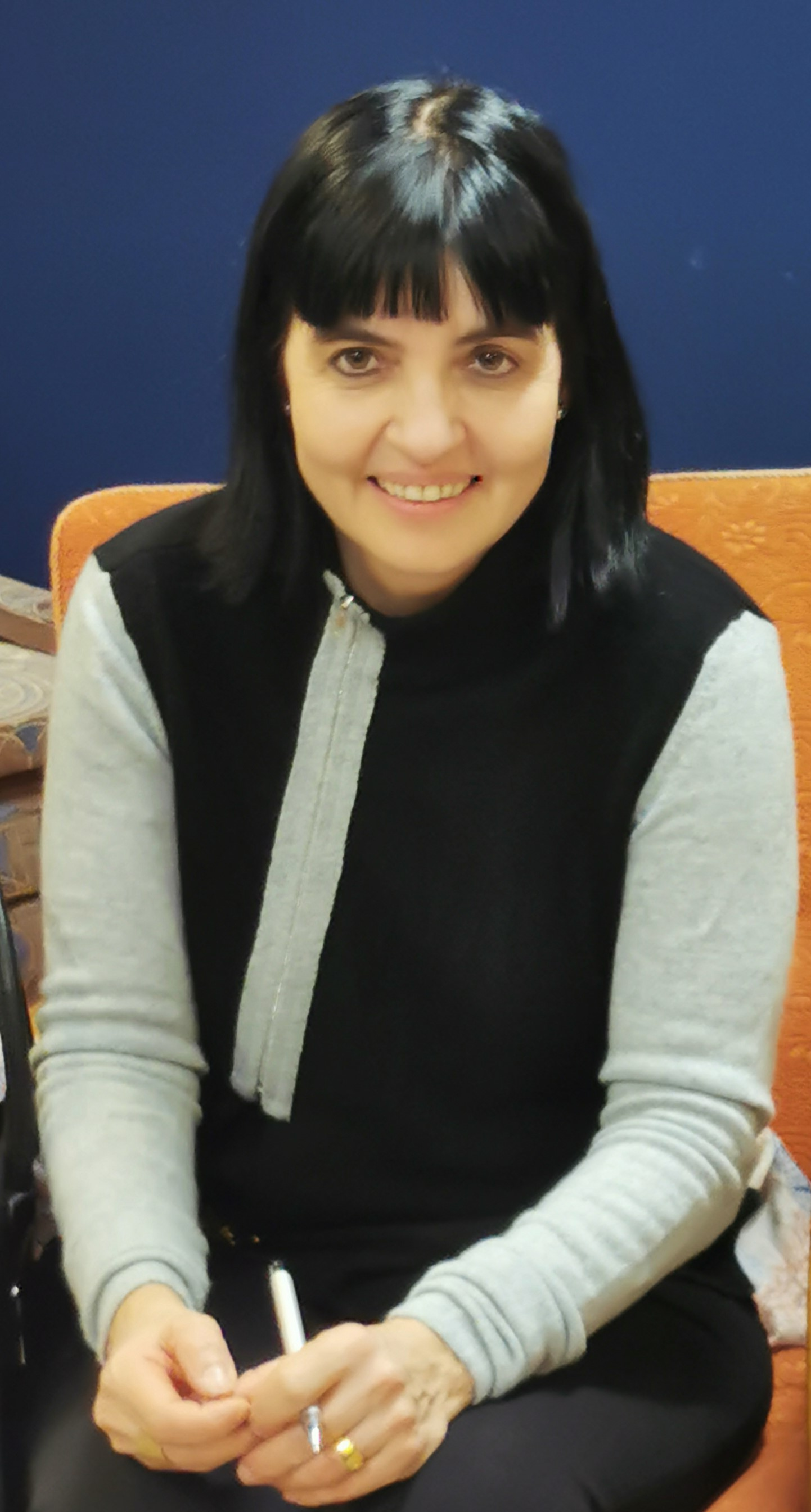
Borbála Obrusánszky, 2024

Borbála Obrusánszky (* 31. Mai 1972 in Ózd) ist eine ungarische Historikerin,  Mongolistin und Botschafterin in der Mongolei.

## Leben
Borbála Obrusánszky besuchte das János-Bolyai-Gymnasium in Salgótarján, an dem sie ihr Abitur machte. Danach studierte sie Geschichtswissenschaft und Mongolistik an der Eötvös-Loránd-Universität in Budapest. Nach dem Diplomabschluss 1997 absolvierte sie ein Aufbaustudium in der Mongolei an der Nationaluniversität in der Hauptstadt Ulaanbaatar.
Von 2000 bis 2002 arbeitete sie als externe Beraterin des Asien-Dokumentationszentrums der Universität Pécs und organisierte die mongolischen Programme des Sambhala Tibetzentrums in Budapest. Während dieser Zeit nahm sie an mehreren Expeditionen in der Mongolei und in China teil und reiste zweimal nach Tibet. Im Februar 2006 wurde sie an der Universität Debrecen promoviert.
Borbála Obrusánszky ist Mitglied mehrerer ungarischer wissenschaftlicher Vereinigungen,  Mitbegründerin der Zeitschriften Journal Of Eurasian Studies und Kelet kapuja und Autorin zahlreicher Bücher und Artikel in fachwissenschaftlichen Zeitschriften.
Seit 2020 ist sie Botschafterin für ihr Heimatland in Ulaanbaatar in der Mongolei.

## Veröffentlichungen (Auswahl)
- A mongol népek története. Farkas Lőrinc Imre Kiadó, Budapest 2005.
- Mongólia – Hiánypótló útikönyv. Dekameron Könyvkiadó, Budapest 2005.
- A nesztoriánus kereszténység. Farkas Lőrinc Imre Kiadó, Budapest 2006.
- A hunok kultúrtörténete – Fehérvár, a déli hunok fővárosa Farkas Lőrinc Imre Kiadó, Budapest 2006.
- Hunok a Selyemúton – az ősi belső-ázsiai pusztai civilizáció páratlan öröksége. Masszi Kiadó, Budapest 2008.
- A hun nyelv szavai. (Übersetzung) Napkút Kiadó, Budapest 2008.
- Azerbajdzsán. Püski-Masszi Könyvkiadó, Budapest 2011.
- Törvények és tanítások. Táltos Kiadó, Budakeszi 2014.
- Hunok, hungárok, magyarok. Kárpátia Mühely, Budapest 2013.
- Szkíta tájon pata dobog. Koronás Kerecsen Kiadó, Budakalász 2015 und 2022.
- Európa ura, Attila. Tortoma Könyvkiadó, Barót 2016.
- Szkíta íjnak húrja pendül. Koronás Kerecsen Kiadó, Budakalász 2016.
- Szkíta-hun régmúltból székely-magyar jövendő. Koronás Kerecsen Kiadó, Budakalász 2021.
- Szkíta-magyar múltunk ragyogása. Koronás Kerecsen Kiadó, Budakalász 2021.
- Napkeleti kereszténység. Két Hollós Kiadó, Budapest 2022.